# خوسيه ميغيل إسبينوزا
خوسيه ميغيل إسبينوزا (بالإسبانية: José Miguel Espinosa)‏ (مواليد 31 أكتوبر 1945) هو سبّاح إسباني، مثّل بلاده في الألعاب الأولمبية الصيفية 1964.

## روابط خارجية
- خوسيه ميغيل إسبينوزا على موقع الاتحاد الدولي للسباحة (الإنجليزية)
- خوسيه ميغيل إسبينوزا على موقع أوليمبيديا (الإنجليزية)